# Sant Francesc d'Araós
Sant Francesc d'Araós és una església preromànica del poble d'Araós, en el terme municipal d'Alins, a la comarca del Pallars Sobirà. Es troba a poc més de 350 metres, en línia recta, a ponent del poble d'Araós, dalt d'un turó damunt del qual hi ha les restes de la Força d'Araós.

## Descripció
Petita església sobre un turó que domina l'entrada a la Vall Ferrera, prop de l'actual poble d'Araós. De planta lleugerament trapezoïdal, presenta unes mesures de 7m de llarg per 4 m d'ample a l'interior, i de 8,3m × 5,5m a l'exterior. A la façana est, s'obre la porta amb arc de ferradura característic, constituït per simples lloses pissarroses sense desbastar, disposades horitzontalment excepte a la part central on són radials. L'amplada entre els dos muntants és inferior al diàmetre de l'arc.
Es conserven els murs antic fins l'altura de l'arc, la resta ha estat restaurat. Pel gruix dels murs, la coberta probablement hauria estat construïda amb fusta a dues aigües. Les parets interiors i la façana apareixen arrebossades. L'aparell és petit i sense desbastar, formant irregulars filades més o menys horitzontals trobades amb morter. A la part inferior es pot observar algun fragment d'"opus spicatum".

## Història
Construïda en el segle vii, apareix documentada el 839 en l'Acta de Consagració de la Seu d'Urgell. En aquest indret existí la Força d'Araós que va ser enrunada pels gascons. L'església tingué culte fins a la guerra civil espanyola, en el curs de la qual fou destruïda.

## Imatges

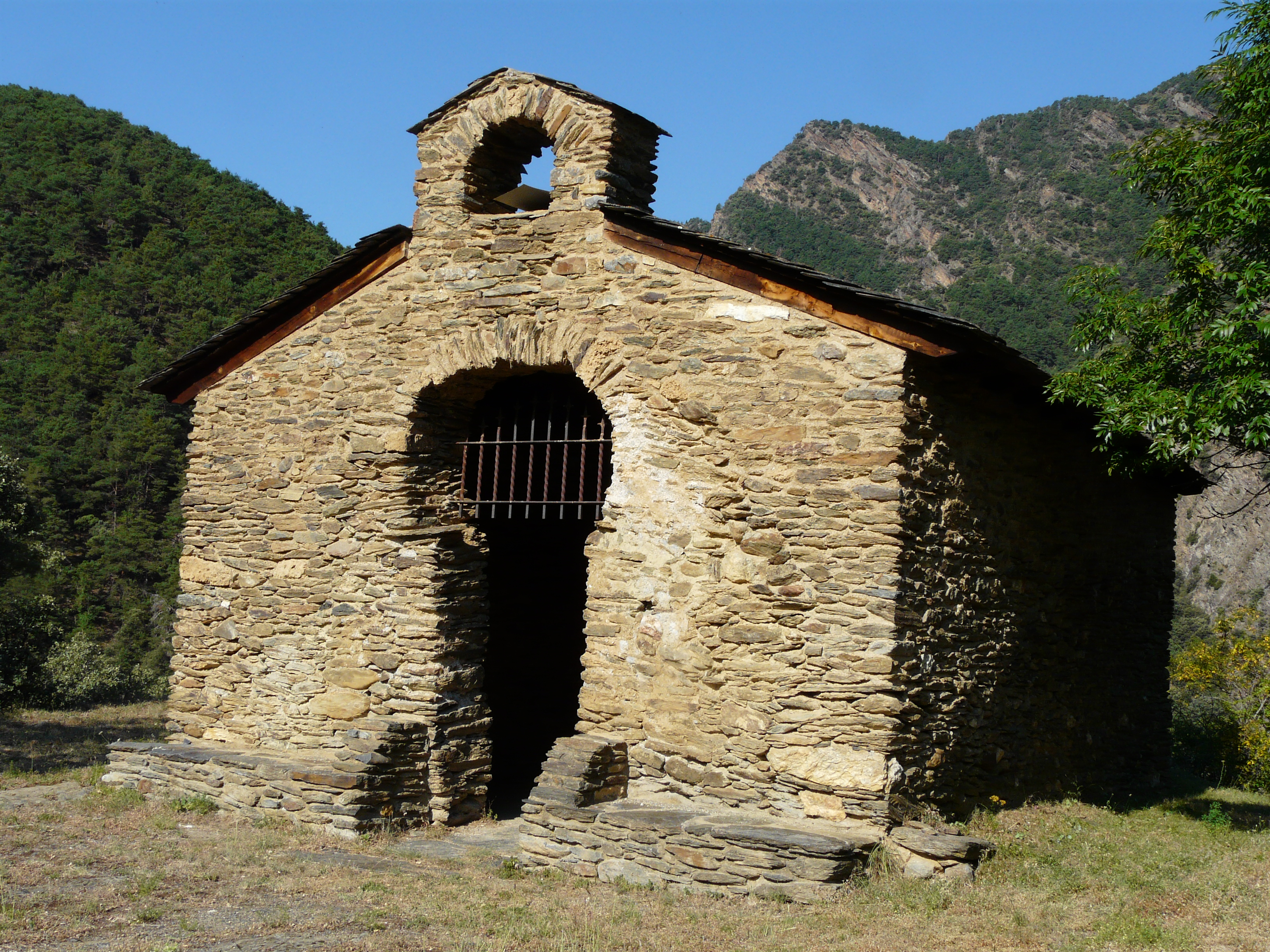
Sant Francesc d'Araós des de l'est
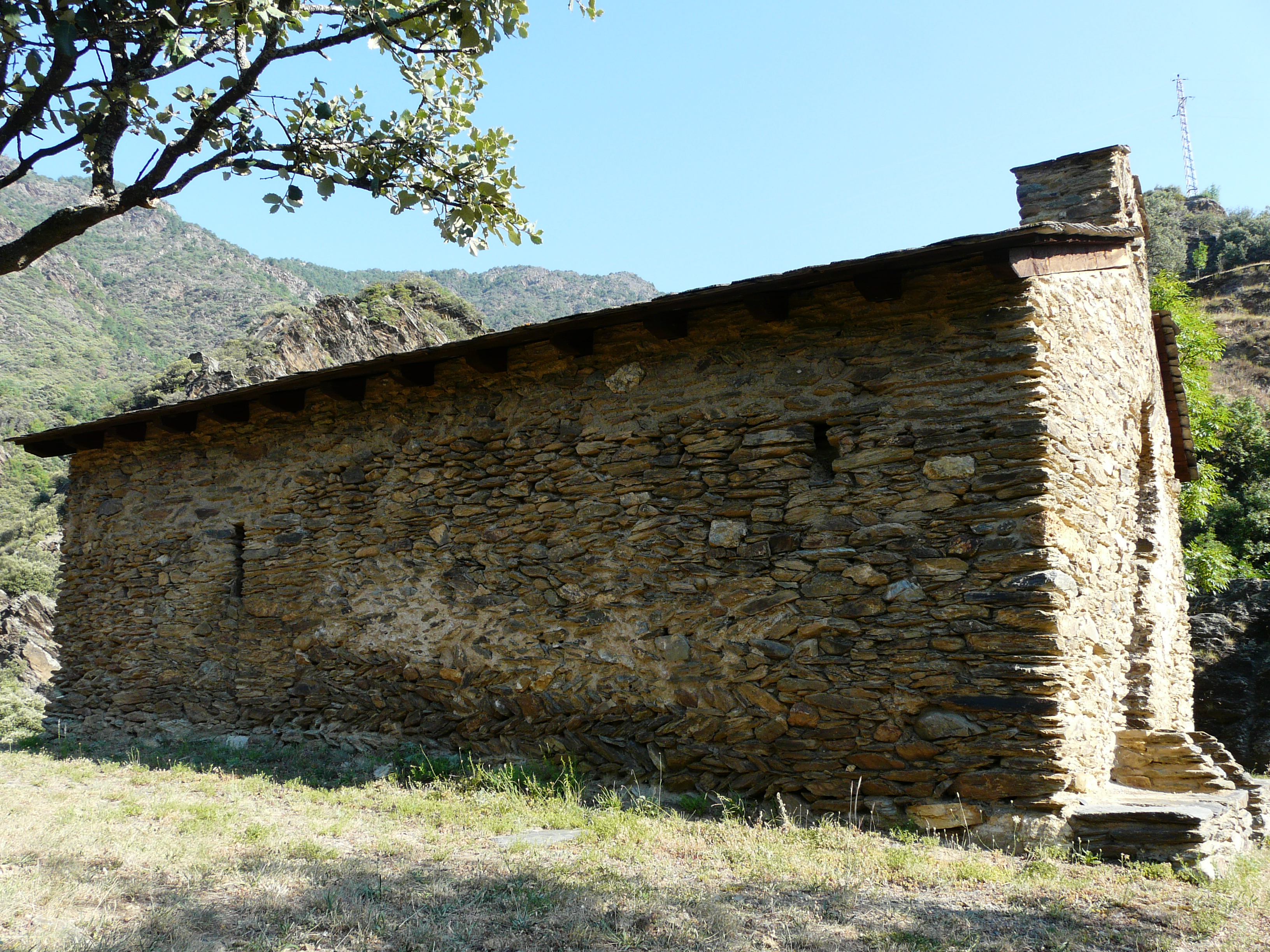
Sant Francesc d'Araós mur sud
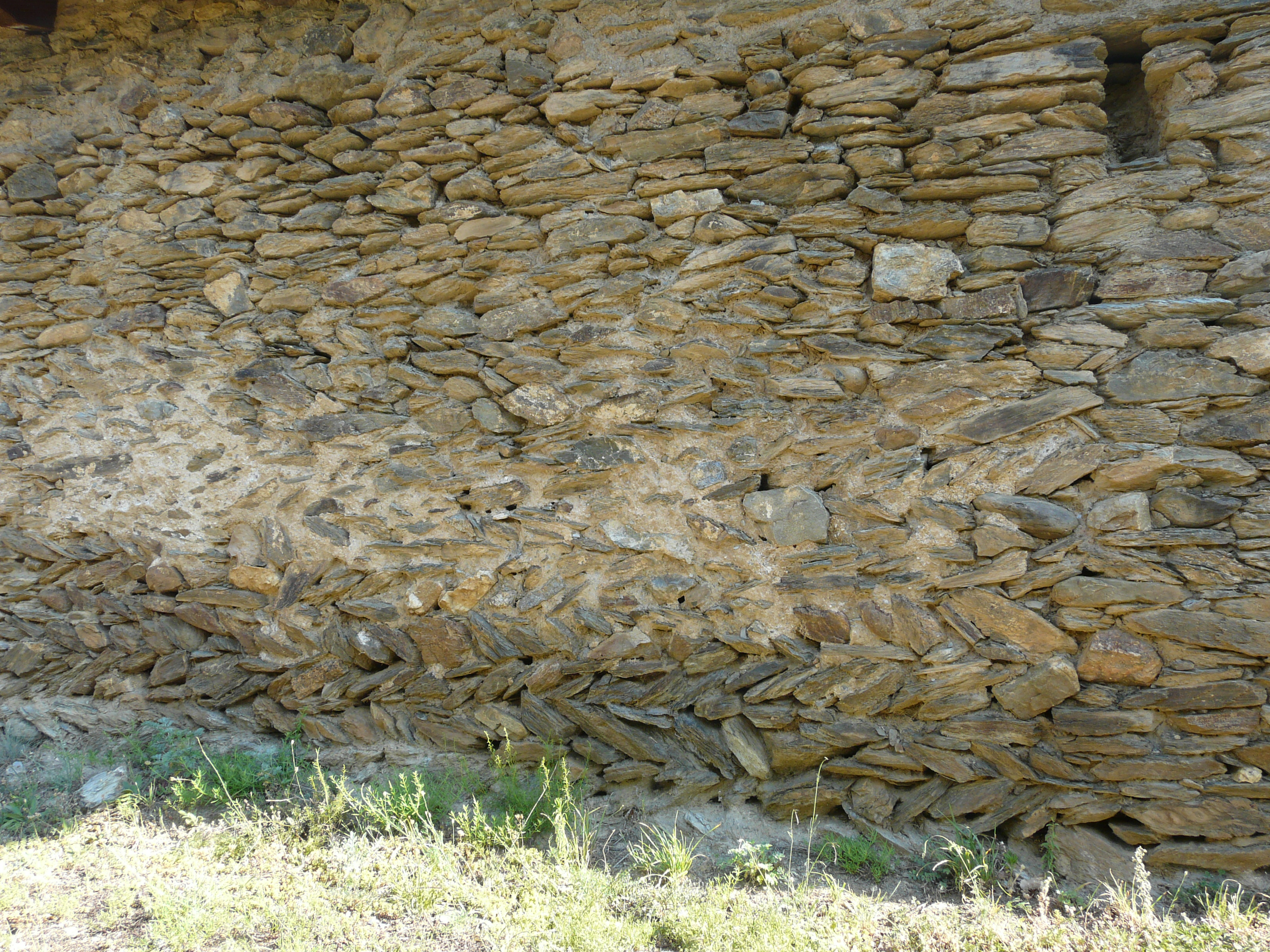
Sant Francesc d'Araós detall del mur sud
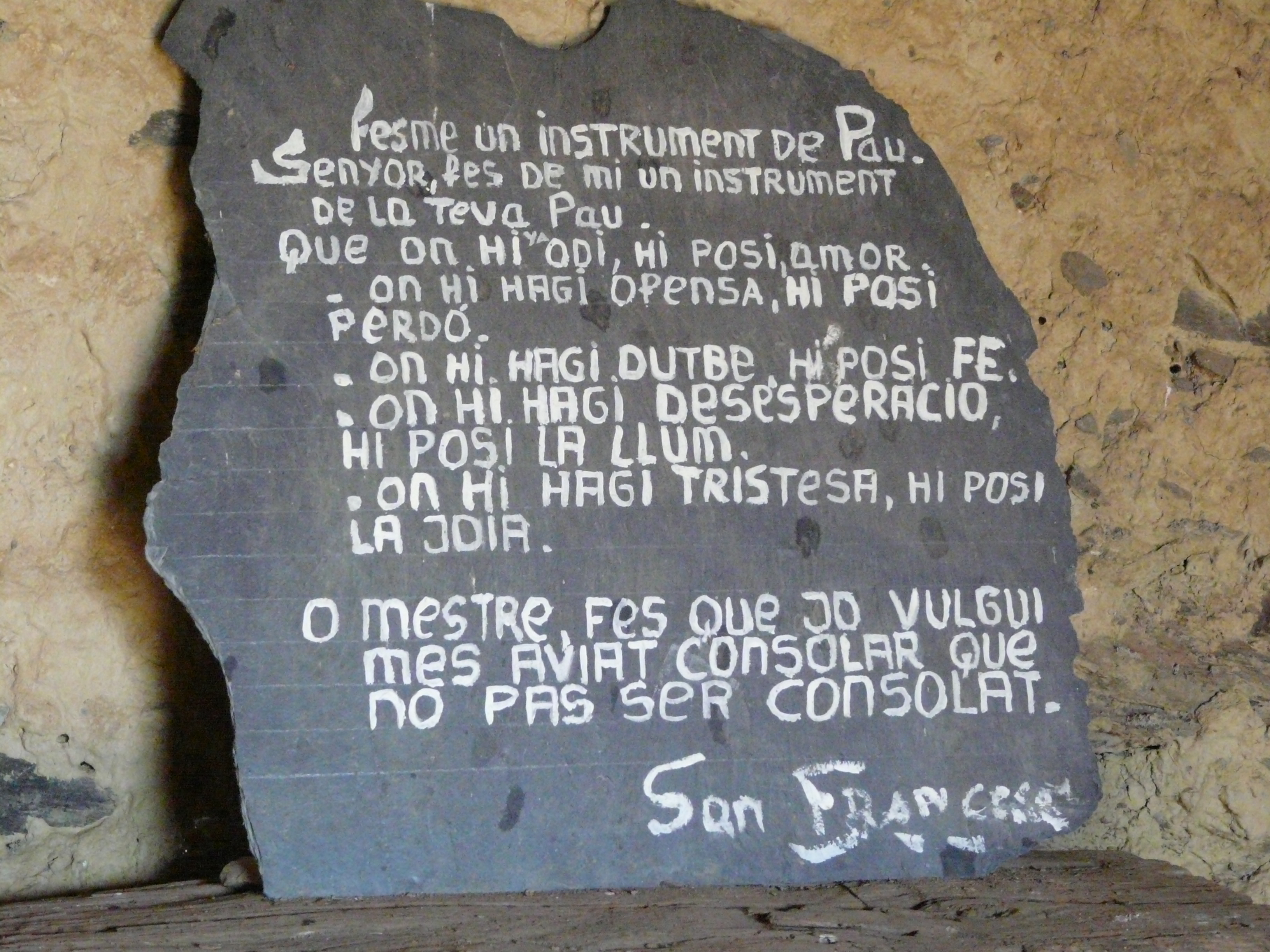
Sant Francesc d'Araós pregària de Sant Francesc, a la nau de l'església